# Indiai labdarúgó-válogatott
Az indiai labdarúgó-válogatott India nemzeti csapata, amelyet az indiai labdarúgó-szövetség (angolul: All India Football Federation) irányít.

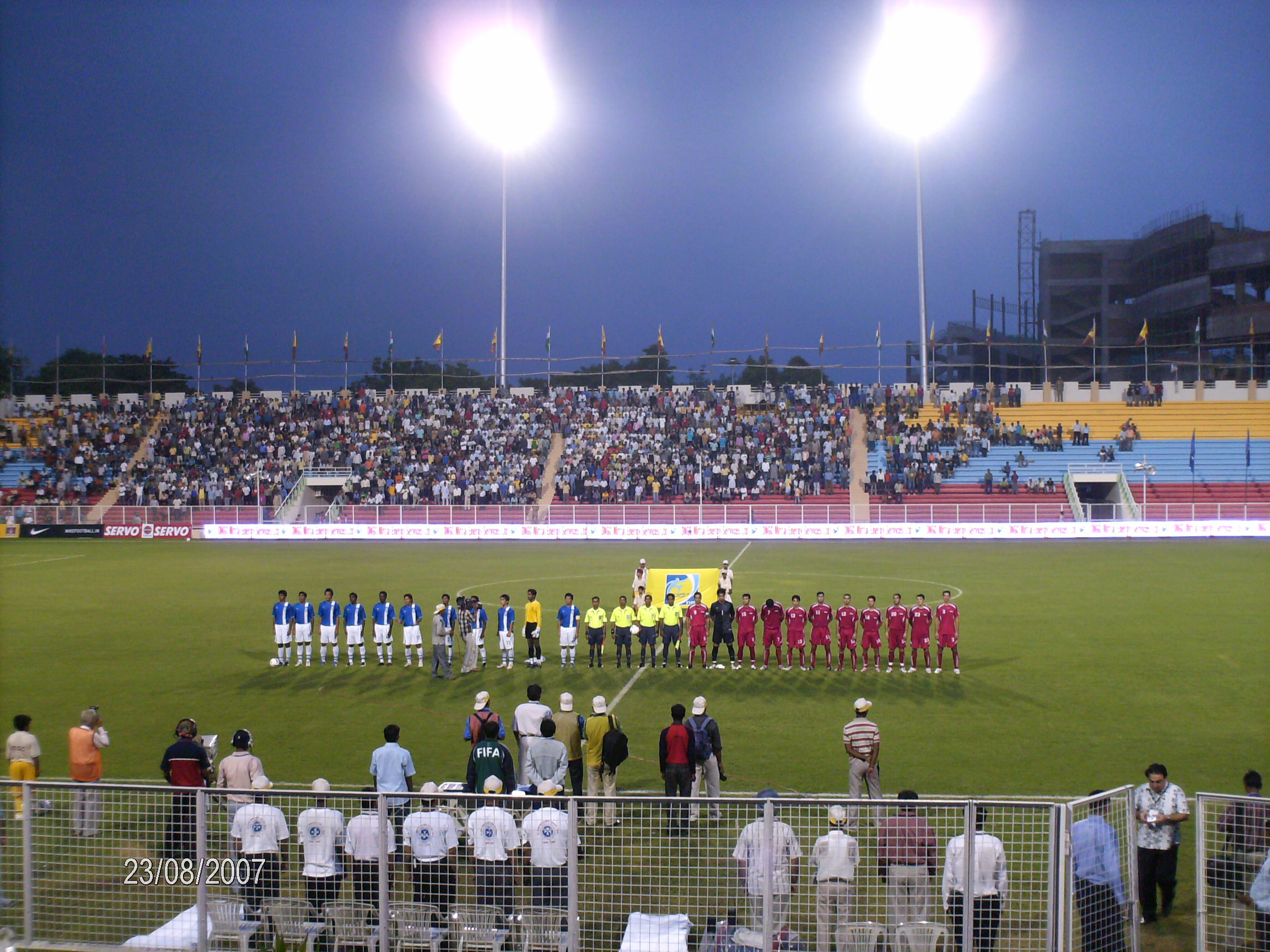
A Szíria elleni mérkőzés kezdőcsapatai (2007)

## Története
Az indiai válogatott bár kijutott az 1950-es labdarúgó-világbajnokságra, mégse indult, mivel a FIFA nem engedélyezte, hogy több játékos is cipő nélkül, mezítláb játsszon. A játékosok közül ezt többen is nehezményezték és nem voltak hajlandóak a cipőben való szereplésre ezért visszaléptek.
India a negyedik pozíciót szerezte meg az 1956-os melbourne-i olimpia labdarúgó tornáján. Az Ázsiai játékokat két alkalommal nyerték meg: 1951-ben és 1962-ben. Az 1964-es Ázsia-kupán a második helyen végeztek. Ezt az időszakot nevezték az indiai labdarúgás aranykorának.
Bob Houghton szövetségi kapitány irányításával kvalifikálták magukat a 2011-es Ázsia-kupára.

## Világbajnoki szereplés
- 1930: Nem indult
- 1934: Nem indult
- 1938: Nem indult
- 1950: Visszalépett
- 1954: Nevezését elutasította a FIFA
- 1958–1970:  Nem indult
- 1974–2018: Nem jutott be.

## Ázsia-kupa-szereplés
- 1956: Nem indult
- 1960: Nem jutott be
- 1964: Ezüstérmes
- 1968: Nem jutott be
- 1972: Nem indult
- 1976: Nem indult
- 1980: Nem indult
- 1984: Csoportkör
- 1988–2007: Nem jutott be
- 2011: Csoportkör
- 2015: Nem jutott be